# Cacajao melanocephalus
Ouakari à tête noire
Espèce
Statut de conservation UICN

 LC  : Préoccupation mineure
Statut CITES
Le Ouakari à tête noire (Cacajao melanocephalus) est un primate du Nouveau Monde de la famille des Pitheciidae.
Il est originaire du Brésil, de la Colombie et du Venezuela où il vit dans la forêt amazonienne, principalement dans les igapos, des forêts périodiquement inondées.
Il vit en grandes bandes pouvant compter jusqu'à 100 individus et se nourrit essentiellement de fruits